# Dig vare lov, o Jesus Krist
Dig vare lov, o Jesus Krist är en julpsalm. Första versen är av tyskt ursprung från 1300-talet, vers 2-7 av Martin Luther från 1524 som översattes till svenska 1567 med titelraden Lov vare dig, o Jesu Krist. Enligt tidigare psalmböcker bearbetades den av Johan Olof Wallin 1816 vilket avlägsnades i 1986 års psalmbok. En senare bearbetning gjordes av Anders Frostenson 1977 då titelraden ändrades.
Den tyska originaltiiteln Gelobet seyst du JEsu Christ och är en översättning från Gregorius I latinska hymn Grates nunc omnes. Den trycktes först i Erfurter Enchiridion (1524).
Psalmen inleds 1695/125 med orden:
Lofwad ware tu Jesu Christ
Att tu Menniskia worden äst

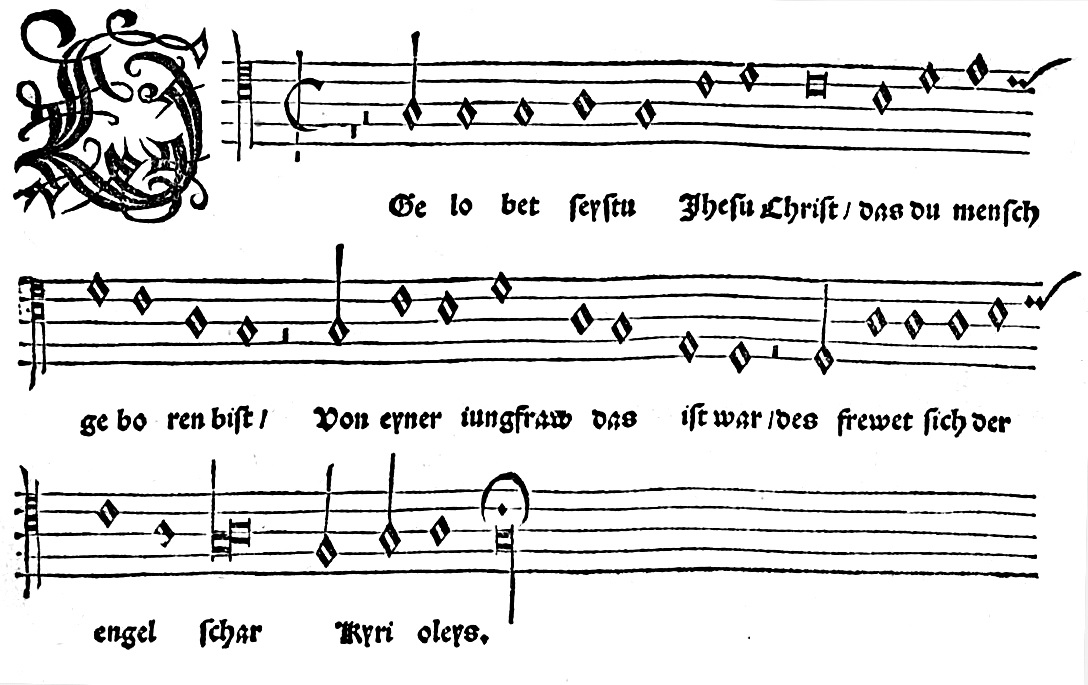
Gelobet seystu Jhesu Christ i Walters Geystliche gesangk Buchleyn (1524)

Melodin är först påvisad i Johann Walters koralbok Geystlische Gesangbuch från 1524. Den kallas "förreformatorisk" från 1524 i 1939 års koralbok men anges i 1986 års psalmbok till senmedeltida ursprung från Wittenberg. Troligen har Luther och Walter komponerat melodin utifrån samtida leiser eller gregorianska hymner.

## Publicerad i
- 1572 års psalmbok med titeln LOffuat ware tu Jesu Christ under rubriken "Någhra Hymner och andra Loffsonger om Christi födelse".[2]
- Göteborgspsalmboken med inledningen Lofwat ware tu Jesu Christ under rubriken "Om Christi Födelse".[3]
- 1695 års psalmbok som nr 125 med inledningen "Lofwat ware tu Jesu Christ"under rubriken "Jule-högtids Psalmer - Om Christi Födelse".
- 1819 års psalmbok som nr 62 med titelraden "Lov vare dig, o Jesu Krist", under rubriken "Jesu kärleksfulla uppenbarelse i mänskligheten: Jesu födelse (julpsalmer)".
- Nya Pilgrimssånger 1892 som nr 485 under rubriken "Samlingssånger. Lofsånger."
- 1937 års psalmbok som nr 62 med titelraden "Lov vare dig, o Jesu Krist", under rubriken "Jul".
- Den svenska psalmboken 1986 som nr 431 under rubriken "Jul".
- Finlandssvenska psalmboken 1986 som nr 17 under rubriken "Jul".
- Lova Herren 1988 som nr 105 med titelraden "Lov vare dig, o Jesu Krist", under rubriken "Jul".